# Bento Pereira
Bento Pereira (Borba, 1605 – Lisbona, 4 febbraio 1681) è stato un gesuita, teologo e lessicografo portoghese.
Pereira è particolarmente noto per l'opera Tesouro da Língua Portuguesa.

## Biografia
Pereira, da non confondere col gesuita omonimo spagnolo, entrò nella Compagnia di Gesù nel 1620 ed insegna all'Università di Évora. Fu rettore del Collegio Irlandese di Lisbona e collaboratore del Padre generale dei Gesuiti.
Nel 1647 compose il Tesouro da Língua Portuguesa a Lisbona, dizionario portoghese-latino che consta di quasi duecento pagine.
In romanistica è conosciuto al pari di importanti lessicografi portoghesi, come Agostinho Barbosa e Rafael Bluteau.
Morì a Lisbona il 4 febbraio 1681 a 76 anni, anche se il suo anno di nascita, il 1605, è comunque incerto.

## Opere

### Opere linguistiche
- Prosodia in vocabularium trilingue, Latinum, Lusitanicum, & Hispanicum digesta, Évora 1634, 566 pagine, a due colonne, 1653 (latino-portoghese-spagnolo)
- Tesouro da língua portuguesa, Lisbona 1647, 194 pagine, 1670 (portoghese-latino)
- Florilegio dos modos de fallar, e adagios da lingoa Portuguesa. Dividido em duas partes. Em a primeira das quaes se poem pella ordem do alphabeto as frases portuguesas, a que correspondem as mais puras, & elegantes latinas. Na segunda se poem os principaes adagios portugueses, com seu latim prouerbial correspondente. Pera se aiuntar a Prosodia, & Thesouro portugues, como appendiz, ou complemento, Lisbona 1655 (portoghese-latino)
- Prosodia in Vocabularium trilingue, Latinum, Lusitanicum, Castellanicum, digesta ... Opus hac tertia editione ... locupletatum, Lissabon 1661, 1669, 1674, 1683, 1697, 1711, 1723, 1732, 1741, 1750 (incluse parti del Tesouro del 1647 e del Florilegio del 1655)
- Regras gerays, breves, & comprehensivas da melhor ortografia. Com que se podem evitar erros no escrever da lingua latina, & portugueza. Para se ajuntar à Prosodia, Lisbona 1666
- Ars grammaticae pro lingua lusitana addiscenda latino idiomata proponitur, Lione 1672 (323 pagine)

### Altre opere
- Pallas togata et armata, Évora 1636
- Academia seu res publica litteraria, Lisbona 1662
- Promptvarivm jvridicvm, Lissabon 1664, Évora 1690
- Elucidarium Sacrae Theologiae Moralis, Évora 1668, 1678, 1703, Coimbra 1744